# Sœurs des Saints Cyrille et Méthode de Velehrad
Ne doit pas être confondu avec Sœurs des Saints Cyrille et Méthode de Danville.
Les Sœurs des Saints Cyrille et Méthode (en latin : Congregatio Sorrorum s SS. Cyrillo et Methodio) forment une congrégation religieuse féminine enseignante et caritative de droit pontifical.

## Histoire
En 1893, Rose Nesvadbová embrasse la vie religieuse parmi les sœurs dominicaines de la bienheureuse Zdislava et exerce les fonctions d'institutrice et de maîtresse des novices ; souhaitant ouvrir une école spéciale pour enfants handicapés mentaux, elle se tourne vers la supérieure générale, qui ne donne pas son assentiment car elle ne pense pas que l'institut soit capable de supporter les dépenses énormes pour financer les travaux.
Ayant trouvé des subventions, Mère Nesvadbová organise en 1924 l'association des saints Cyrille et Méthode, qui est la base de la future congrégation. Léopold Prečan, archevêque d'Olomouc, érige l'association en institut religieux de droit diocésain le 8 septembre 1928. 
Après 1948, la congrégation perd ses maisons et ses écoles ; une cinquantaine de religieuses sont concentrées dans des lieux établis par le régime communiste et les autres sont employées dans des institutions sociales pour handicapés et personnes âgées de l'État.
L'institut reçoit le décret de louange le 25 juin 1976.

## Activités et diffusion
Les sœurs se consacrent à l'enseignement, aux œuvres de charité et à l'apostolat œcuménique.
Elles sont présentes en République tchèque et en Slovaquie.
La maison-mère est à Velehrad.
En 2017, la congrégation comptait 68 sœurs dans 8 maisons.